# Saison 2015-2016 du FC Lorient
Maillots
Chronologie
Saison précédente Saison suivante
La saison 2015-2016 du FC Lorient est la 12e saison du club en Ligue 1, la 10e consécutivement. Elle voit le club s'engager dans trois compétitions que sont la Ligue 1, la Coupe de France, et la Coupe de la Ligue.

## Tactique

### En Ligue 1
| Lecomte (C) Bellugou Touré Gassama Le Goff Mesloub Ndong Guerreiro Jouffre Moukandjo Waris |

| Lecomte (C) Rose Touré Gassama Le Goff Bellugou Mesloub Guerreiro Jouffre Moukandjo Ndong |

| Lecomte Koné (C) Lautoa Gassama Le Goff Mesloub Ndong Guerreiro Bouanga Moukandjo Bellugou |

### En Coupe de la Ligue
| Chaigneau Koné (C) Touré Paye Le Goff Mulumba Mesloub Philippoteaux Lavigne Waris Jeannot |

### En Coupe de France
| Lecomte (C) Rose Touré Paye Guerreiro Mesloub Ndong Barthelmé Philippoteaux Waris Jeannot |

| Lecomte (C) Koné Touré Paye Le Goff Abdullah Mesloub Barthelmé Fofana Jeannot Ndong |

## Avant-saison

### Contexte d'avant-saison
Après une saison où il a réussi à maintenir le FCL en Ligue 1, Sylvain Ripoll est reconduit pour une deuxième année en tant qu'entraîneur des Merlus. De nombreux changements ont été effectués au niveau du staff technique.

### Stages
Les stages du FC Lorient ont lieu du 28 juin au 4 juillet 2015 à Stans en Autriche et du 27 au 29 juillet 2015 à Carnac.

### Matchs amicaux

#### Matchs d'intersaison
Avant de se lancer dans cette saison 2015-2016 de Ligue 1, le FC Lorient s'échauffe en affrontant six équipes (quatre équipes de Ligue 1, une équipe de Ligue 2 et une équipe de National) entre le 8 juillet et le 1er août 2015. Le bilan de ces matchs amicaux est d'une victoire (face à Brest), trois nuls et deux défaites.

#### Trêves internationales
Pendant la 1re trêve internationale de la saison, le FC Lorient affronte l'En Avant de Guingamp en amical au Roudourou. Les deux équipes se quittent dos à dos sur le score de 1-1.
Au milieu de la 2de trêve internationale, au début du mois d'octobre, le club morbihannais se déplace sur la pelouse du Stade Brestois, au Stade Francis-Le Blé. Mené 0-1 à la mi-temps, le FCL perd le match 0 à 2.

## Saison Ligue 1

### Déroulement de la saison 2015-2016

#### Faux départ... - Journées 1 à 4

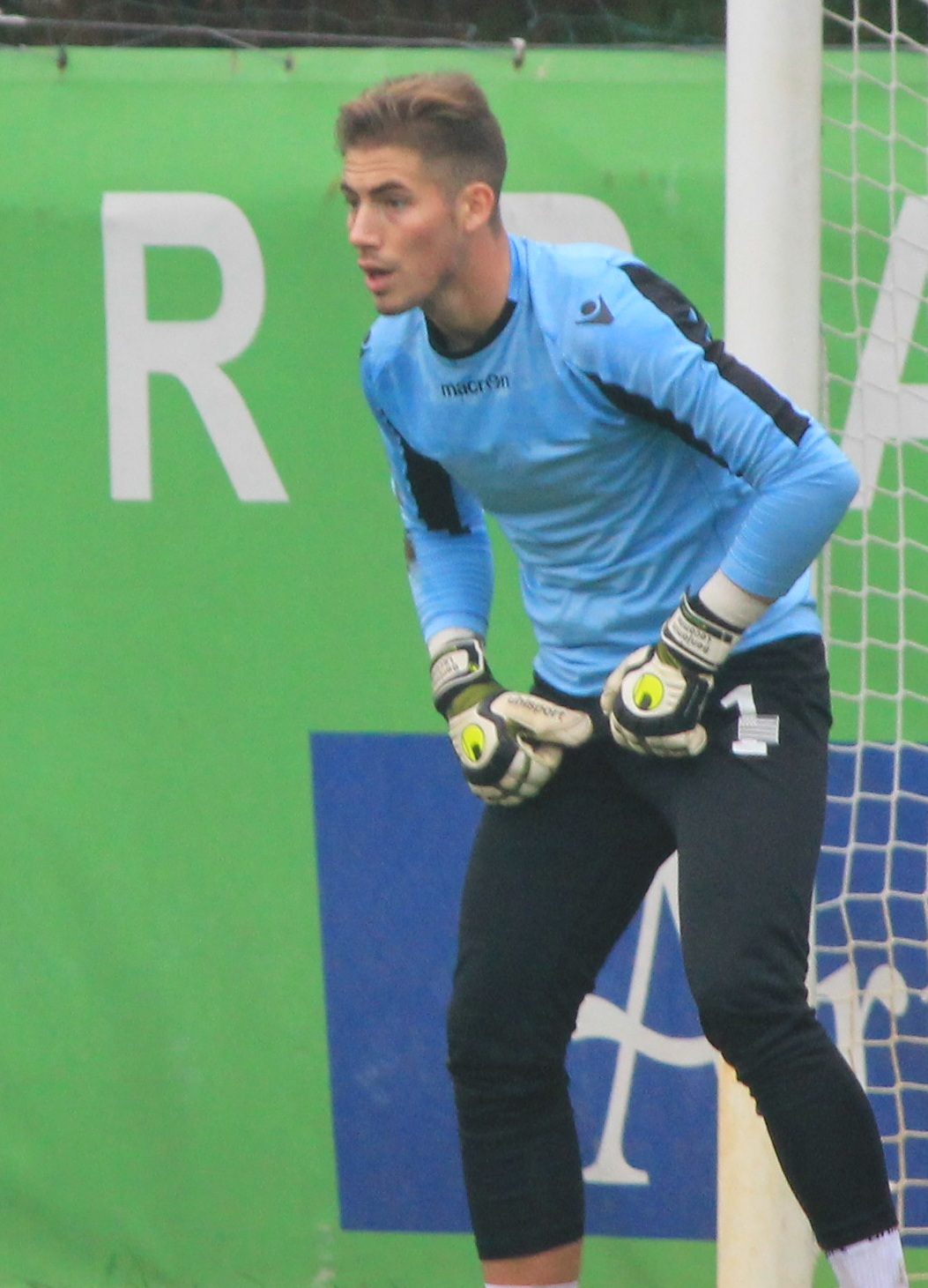
Benjamin Lecomte, héros du match de championnat contre l'Olympique lyonnais.

Le FCL débute officiellement sa saison le 9 août 2015 par un déplacement chez l'Olympique lyonnais, qui compte de nouveau rivaliser avec le PSG durant cette saison. Benjamin Lecomte, annoncé comme gardien titulaire du FCL pour cette saison de Ligue 1 depuis l'arrêt de carrière de Fabien Audard en juin 2015, réalise le match parfait. En effet, ce dernier sauve les Merlus à de nombreuses reprises et permet au club de repartir de Lyon avec le point du match nul du 0-0.
La rencontre suivante, la première du FC Lorient au Stade du Moustoir cette saison, se solde par un match nul 1-1 contre le SC Bastia. Pourtant mené dès la 4e minute à la suite d'un but de Floyd Ayité, le FCL arrache le match nul à la 90+1er minute grâce à Benjamin Moukandjo, auteur du 1er but lorientais de cette saison de Ligue 1. 
La première défaite du FCL a lieu la semaine suivante au Stade du Moustoir. Handicapés par l'exclusion de Benjamin Lecomte dès la 39e seconde de jeu, les Merlus chutent contre les Verts de Saint-Étienne (0-1) ainsi qu'au classement de la Ligue 1 (12e→17e).
Au stade Auguste-Delaune de Reims, les Merlus sombrent (1-4) face à une équipe ambitieuse et offensive en ce début de saison. Bien que toujours dans le match à la 50e minute (1-1), les Lorientais explosent finalement défensivement dans la dernière demi-heure et encaissent trois buts durant ce laps de temps.
À la fin du mois d'août, le FCL est à la 18e place du classement de Ligue 1, en position de relégable, accompagné du Montpellier HSC et du GFC Ajaccio dans la zone rouge.

#### Le retour du jeu lorientais - Journées 5 à 13
L'inquiétude plane sur Sylvain Ripoll et ses joueurs après les résultats très insatisfaisants du mois d'août. Les Merlus se doivent de montrer de meilleures choses dans leur jeu pour se rassurer et réussir leur saison. 
Début septembre, à Lorient, le FCL affronte le SCO Angers, l'étonnant promu de ce début de saison, qui se trouve alors à la 4e place de la Ligue 1. Grâce à un Yann Jouffre très inspiré et une seconde mi-temps totalement maîtrisée, le FC Lorient enregistre son premier succès de la saison (3-1) et quitte la zone de relégation.
La journée suivante, les Lorientais se rendent au stade Louis-II pour y rencontrer l'AS Monaco. Le FCL mène rapidement 2 à 0 grâce à un bijou d'environ 30 mètres de Didier Ndong et à un but de Jeannot au terme d'une exceptionnelle action collective. Les Rouges et Blancs réduisent l'écart avant la mi-temps puis égalisent en début de seconde période avec un coup franc de Lemar. C'est finalement Benjamin Moukandjo qui marque le but de la victoire dix minutes après l'égalisation pour porter le score à 3-2. Ce résultat permet au FC Lorient de remonter dans la première partie de tableau du classement de Ligue 1.
Les Merlus comptent continuer sur leur lancée face au SM Caen, ce qui est chose faite. En effet, les hommes de Ripoll s'imposent 2 à 0 au stade du Moustoir et enchaînent une 3e victoire consécutive, ce qui n'était plus arrivé au club en Ligue 1 depuis décembre 2013.
Pour le dernier match du mois de septembre, le FCL affronte la lanterne rouge, le Montpellier HSC, qui n'a glané qu'un seul point sur les sept premières journées. C'est pourtant ce dernier qui se montre plus offensif et entreprenant en début de match, d'où le but de Bensebaini à la 6e minute. Les Tango et Noir réagissent peu après la mi-temps grâce à une frappe sublime de Rafidine Abdullah en pleine lucarne. Malgré cela, Jonas Martin marque le but de la victoire pour le MHSC, la 1re du club héraultais pour cette saison.
Les Merlus débutent le mois d'octobre de manière idéale. Les Lorientais disposent des Girondins de Bordeaux sur le score de 3-2 dans un match où le FCL a fait preuve de réalisme offensif. Zargo Touré inscrit son 1er but en Ligue 1 sous les couleurs lorientaises à cette occasion. C'est la 4e victoire du FC Lorient en cinq matchs de Ligue 1.
Pour le compte de la 10e journée, le FCL se déplace au stade Vélodrome pour y affronter l'Olympique de Marseille. Après avoir ouvert le score par l'intermédiaire de Michy Batshuayi, l'OM se fait rattraper au score par le lorientais Benjamin Moukandjo. Le score final du match est donc 1-1, résultat qui n'arrange les affaires de personne.
C'est le 24 octobre qu'à lieu le premier derby breton de la saison, en ce qui concerne le FCL. Les Merlus sont confrontés à leur rival du Stade rennais FC. Les premiers prennent l'ascendant dès la 25e minute avec un but du Portugais Raphaël Guerreiro. La seconde période est quant à elle à l’avantage des Rennais, ceux-ci égalisant même à la 68e minute après l'exclusion de Lamine Koné. La fin de match est très tendue, un autre carton rouge est sorti, celui-ci pour le SRFC mais le match se termine sur le score nul de 1 à 1.
Le 31 octobre, les Merlus arrachent le nul (2-2) à Guingamp au terme d'un derby fou ponctué de nombreux faits de jeu. Ce résultat plutôt positif est en partie dû à Benjamin Moukandjo qui inscrit un doublé, le 1er du club cette saison. Après s'être violemment emporté contre le guingampais Jimmy Briand, l'attaquant ghanéen du FC Lorient Majeed Waris apprend quelques jours après le match qu'il écope d'une suspension de six matchs de Ligue 1, une des plus lourdes suspensions du club dans l'élite.
Le FC Lorient atteint les 20 points en Ligue 1 avant la 2e trêve internationale après leur victoire 4 à 1 face à Troyes. Une performance logique compte tenu de l'état de forme des Lorientais, comme en témoignent les prestations de Jouffre et de Moukandjo. Cela permet au FCL d'atteindre la 7e place du classement de la Ligue 1.

#### Une légère perte de vitesse avant la trêve hivernale - Journées 14 à 19
Lors de la 14e journée, les Merlus s'inclinent 1 à 2 face à un PSG qui n'a pas vraiment forcé. Benjamin Moukandjo marque le seul but lorientais, son 10e cette saison, et prend seul la tête du classement des buteurs. On retiendra de cette rencontre l'hommage poignant rendu avant le match par le public du Moustoir et par les joueurs des deux équipes aux victimes des attentats du 13 novembre ayant eu lieu à Paris.
La semaine suivante, les Lorientais se déplacent sur la pelouse du petit poucet de la Ligue 1, le Gazélec Football Club Ajaccio. Bien que mené après le quart d'heure de jeu, le FCL a su réagir pour finalement obtenir un pénalty, que Moukandjo inscrit sans trembler, pour porter le score à 1-1. Les Bretons repartent de Corse avec un point logique compte tenu de leur confrontation équilibrée.
L'entame du mois de décembre est dans la même continuité puisque les Merlus et les Niçois se quittent dos à dos sur le score de 0-0.
Au terme de la 17e journée de championnat, le FCL s'impose non sans difficulté face au Toulouse FC (3-2). Dans ce match, Benjamin Jeannot inscrit un doublé flash en 49 secondes (47e et 48e minute); il s'agit là du doublé le plus rapide du club dans l'élite.
Au stade Pierre-Mauroy, à Lille, les Lorientais subissent une lourde défaite (0-3) dans un match que les Dogues ont dominé de bout en bout. 
Le FC Lorient achève son année 2015 par un match nul 0-0 face à Nantes. À la mi-saison, le club totalise 26 points et se situe à la 8e place du classement de Ligue 1.
Extrait du classement de Ligue 1 2015-2016 à la trêve hivernale
| Rang | Équipe                 | Pts | J  | G | N | P | Bp | Bc | Diff |
| ---- | ---------------------- | --- | -- | - | - | - | -- | -- | ---- |
| 5    | OGC Nice               | 29  | 19 | 8 | 5 | 6 | 32 | 23 | +9   |
| 6    | AS Saint-Étienne       | 29  | 19 | 9 | 2 | 8 | 22 | 22 | 0    |
| 7    | Stade rennais          | 27  | 19 | 6 | 9 | 4 | 25 | 21 | +4   |
| 8    | FC Lorient             | 26  | 19 | 6 | 8 | 5 | 27 | 26 | +1   |
| 9    | Olympique lyonnais     | 26  | 19 | 7 | 5 | 7 | 23 | 23 | 0    |
| 10   | Olympique de Marseille | 25  | 19 | 6 | 7 | 6 | 28 | 21 | +7   |

#### Une reprise catastrophique, un rythme de relégable...  - Journées 20 à 26
Les Lorientais commencent leur phase retour de la Ligue 1 par un match nul face à Rennes (2-2). Le 500e but du FCL dans l'élite n'aura ironiquement pas été marqué par un Merlu puisqu'il est l’œuvre du rennais Fallou Diagne (csc) à la 4e minute du match.
Pour le compte de la 21e journée de Ligue 1, les Merlus affrontent au Moustoir l'AS Monaco, qui est dans une très bonne dynamique sur les derniers matchs. L'équipe domicile s'inclinent logiquement sur le score de 0-2. Les Lorientais repassent donc dans la deuxième partie de tableau de la Ligue 1.
Le rendez-vous à l'Allianz Riviera contre l'OGC Nice, équipe du haut de tableau portée par Hatem Ben Arfa et ses coéquipiers s'annonce très laborieux pour le FCL. Bien qu'ils mènent au score grâce à Yann Jouffre dès la 24e minute, la hiérarchie finit par être respectée à la fin de la 1re mi-temps. Les Aiglons marquent deux buts en dix minutes et l'équipe de l'expérimenté Claude Puel s'impose finalement 2 à 1.
Le FC Lorient, toujours en attente de sa première victoire en Ligue 1 de l'année 2016, ont l'espoir de remporter la rencontre à domicile face au Stade de Reims, 1er non-relégable. Au cours de ce match, les Tango et Noir dominent une équipe rémoise ne possédant pas assez d'arguments offensifs et Zargo Touré en profite pour inscrire un premier but à la 15e minute. Le rapport de force reste identique en seconde mi-temps et le défenseur sénégalais marque le but du doublé, très similaire au premier, à la 51e minute. Les Lorientais signent donc leur premier succès en Ligue 1 de 2016 sur le score de 2 à 0.
Forts de leur victoire la semaine précédente, les joueurs du FCL comptent réitérer un bon match face au Paris SG au Parc des Princes. Les Merlus sont douchés dès la 6e minute de jeu par un but de l'Uruguayen Edinson Cavani. Les joueurs bretons réagissent au courage moins de dix minutes plus tard avec un but petit filet extérieur de Raphaël Guerreiro. 1-1 est donc le score à la mi-temps. Au retour des vestiaires, les Lorientais finissent par céder du terrain et craquer : ils encaissent deux buts desquels Ibrahimovic et Kurzawa sont les auteurs et sont donc défaits sur le score de 1-3 malgré une bonne résistance.
Les Tango et Noir reçoivent le Montpellier HSC trois jours après le revers à Paris. Les hommes de Frédéric Hantz, premiers relégables, sont sur une pente descendante ces dernières semaines. Cependant, le carton rouge obtenu par le Merlu François Bellugou à la 37e minute change radicalement la physionomie du match car quelques minutes seulement après l'exclusion, les Montpelliérains marquent par l'intermédiaire de Kévin Bérigaud. Le FCL est l'équipe qui a glané le plus de points après avoir été mené ; cette statistique s’avère de nouveau véridique puisque Jimmy Cabot score dès la 49e minute. Le FCL concède donc le nul 1-1 au stade du Moustoir.
Le 13 février, le FCL se déplace au Stade de la Beaujoire pour affronter le FC Nantes. L'équipe receveuse reste sur une série de onze matchs de championnat sans défaite et se situe à la 6e place de la Ligue 1. Le début de match est à sens unique pour les Canaris, ceux-ci menant 2 à 0 à la 39e minute. La seconde mi-temps est légèrement à l'avantage des Merlus, Moukandjo réduisant le score dix minutes avant la fin de la rencontre. Malgré cela, le FC Lorient encaissent une nouvelle défaite en Ligue 1 et retombent à la 14e place du classement, n'ayant pris que 6 points sur les neuf derniers matchs de championnat.

#### Le FCL assure (presque) son maintien - Journées 27 à 30
Le 19 février 2016 a sûrement lieu le tournant de cette saison 2015-2016 pour le FCL. À la suite d'une rencontre d'une intensité exceptionnelle et ponctuée de nombreuses et remarquables prouesses offensives, le FC Lorient s'impose au bout du suspense contre l'En Avant de Guingamp sur l'incroyable score de 4-3. Mené 0-2 après 37 minutes de jeu, les Merlus finissent par mener 3-2 après un retour des vestiaires tonitruant. L'EAG égalise par Briand à la 59e minute mais c'est finalement Raphaël Guerreiro qui libère le FCL et tout le Moustoir sur coup franc à la 90+3e minute. Les hommes de Sylvain Ripoll prennent un bol d'air et s'éloignent de la zone de relégation.
Pour la 28e journée, les Merlus se confrontent à la lanterne rouge troyenne. L'ESTAC, détenteur de seulement 14 points après 27 journées, n'a pas fait le poids face à l'attaque lorientaise et plus particulièrement Majeed Waris, qui marque à la 3e minute le but le plus rapide du club morbihannais de cette saison. Le FCL s'impose donc 1 à 0 en terre champenoise.
Le SC Bastia accueille les Tango et Noir au stade de Furiani pour le 1er match du mois de mai. Grâce à une défense lorientaise très solide et une attaque corse plutôt maladroite, le FCL et le SCB se quittent sur un score nul et vierge (0-0) qui satisfait davantage les Bretons.
Pour ce 30e match de championnat, le FCL reçoit l'Olympique de Marseille, équipe en méforme, au Moustoir. Le Ghanéen Majeed Waris trouve le chemin des buts à la 34e minute mais Mauricio Isla égalise quelques secondes après le retour des vestiaires. Deux mi-temps vraiment différentes, une à l'avantage du FCL, l'autre à l'avantage de l'OM, donnent de nouveau un résultat nul (1-1).

#### Une fin de championnat sans enjeu... et sans envie - Journées 31 à 38
Le FCL subit sa plus lourde défaite de la saison contre le SCO d'Angers au stade Jean-Bouin (1-5) pour le compte de la 31e journée de Ligue 1. Une défaite logique au terme d'un match à sens unique où les Merlus n'ont jamais pu instauré leur jeu.
Le FC Lorient fête son 90e anniversaire au Stade du Moustoir le 3 avril 2016. À cette occasion, de nombreuses activités sont organisées avant et après le match contre l'Olympique lyonnais. Des anciennes gloires du club, joueurs, entraîneurs et présidents ont adressé un joyeux anniversaire au club comme Ali Bouafia, Jean-Claude Darcheville, André-Pierre Gignac, Kévin Gameiro, Yves Caillibote, Georges Guenoum et beaucoup d'autres. Dans un Moustoir intégralement aux couleurs du club, les Merlus, qui portent une tenue collector pour l'événement, se heurtent à Alexandre Lacazette et ses coéquipiers et perdent le match sur le score de 1-3.
Le FC Lorient se rapproche du maintien en Ligue 1 en s'imposant face au SM Caen (2-1). Les Tango et Noir comptabilisent 42 points, soit 8 de plus que le premier relégable, le GFC Ajaccio.
Les hommes de Sylvain Ripoll affrontent le Toulouse FC, équipe relégable mais très en forme, pour le 34e match du championnat. Bien que globalement dominé par le TFC et mené au score après le retour des vestiaires, les Merlus trouvent les ressources nécessaires pour égaliser dans les arrêts de jeu par une frappe en lucarne de Zargo Touré. Le FCL, grâce à ce 1-1, atteint le total de 43 points, soit le même total que celui de la saison précédente à la 38e journée.
Le Tango et Noir se déplacent au stade Geoffroy-Guichard pour y affronter l'ASSE la semaine suivante. Les Verts, qui restent sur quatre victoires consécutives, prennent l'ascendant dans le dernier quart d'heure de jeu, dans lequel Nolan Roux inscrit un doublé. Le FCL, longtemps dans le match, perdent la rencontre sur le score de 0-2.
Malgré sa défaite face au LOSC (0-1), le FC Lorient officialise son maintien en Ligue 1, profitant des mauvais résultats du Toulouse FC, du Stade de Reims et du GFC Ajaccio. Les Merlus joueront une 13e saison en Ligue 1, la 11e consécutive.
Les Lorientais se rendent pour le compte de la 37e et avant-dernière journée de Ligue 1 au Stade Matmut-Atlantique pour s'opposer aux Girondins de Bordeaux. À la fin d'un match sans enjeu et totalement à l'avantage de l'équipe recevante, les Bordelais s'imposent logiquement sur le score de 0-3. Le FCL enchaîne donc une troisième défaite consécutive dans l'élite avec un faible total de sept buts marqués sur les dix dernières rencontres, ce qui n'est pas du tout au goût de Sylvain Ripoll, auteur d'un coup de gueule concernant son équipe et plus précisément contre certains de ses cadres.
La saison 2015-2016 de Ligue 1 se clôture le 14 mai 2016. Pour leur ultime match de la saison, les Merlus accueillent au Moustoir le GFC Ajaccio, qui lutte pour son maintien en Ligue 1. L'enjeu de cette rencontre est d'autant plus important que le FCL souhaite offrir la victoire à Yann Jouffre, qui joue son dernier match sous les couleurs lorientaises, ainsi qu'à Didier Le Botmel, l'inimitable speaker du club pendant près de dix-neuf ans, qui est décédé la veille du match. Un hommage de tout le stade est rendu à ce dernier par deux minutes d'applaudissements : une première minute avant le match puis une autre pendant le match à la 64e minute, M.Le Botmel s'éteignant dans sa soixante-quatrième année. Quant au premier, emblématique milieu de terrain aux 202 matchs en Ligue 1 avec le club, il a le droit à une standing ovation de tout le stade lors de sa sortie à la 70e minute de jeu. En ce qui concerne le match en lui-même, il fut d'une faible intensité mais légèrement à l'avantage des Tango et Noir puisque Moukandjo inscrit l'unique but de la rencontre à la 27e minute. Le FC Lorient s'impose donc 1 à 0 et condamne les Gaziers à jouer en Ligue 2 la saison suivante. Le FCL termine sa saison 2015-2016 de Ligue 1 à la 15e place et avec un total de 46 points.
Classement final de Ligue 1 2015-2016
| Rang | Équipe                       | Pts | J  | G  | N  | P  | Bp  | Bc | Diff |
| ---- | ---------------------------- | --- | -- | -- | -- | -- | --- | -- | ---- |
| 1    | Paris Saint-Germain FC T S L | 96  | 38 | 30 | 6  | 2  | 102 | 19 | +83  |
| 2    | Olympique lyonnais           | 65  | 38 | 19 | 8  | 11 | 67  | 43 | +24  |
| 3    | AS Monaco FC                 | 65  | 38 | 17 | 14 | 7  | 57  | 50 | +7   |
| 4    | OGC Nice                     | 63  | 38 | 18 | 9  | 11 | 58  | 41 | +17  |
| 5    | Lille OSC                    | 60  | 38 | 15 | 15 | 8  | 39  | 27 | +12  |
| 6    | AS Saint-Étienne             | 58  | 38 | 17 | 7  | 14 | 42  | 37 | +5   |
| 7    | SM Caen                      | 54  | 38 | 16 | 6  | 16 | 39  | 52 | -13  |
| 8    | Stade rennais FC             | 52  | 38 | 13 | 13 | 12 | 52  | 54 | -2   |
| 9    | Angers SCO P                 | 50  | 38 | 13 | 11 | 14 | 40  | 38 | +2   |
| 10   | SC Bastia                    | 50  | 38 | 14 | 8  | 16 | 36  | 42 | -6   |
| 11   | Girondins de Bordeaux        | 50  | 38 | 12 | 14 | 12 | 50  | 57 | -7   |
| 12   | Montpellier HSC              | 49  | 38 | 14 | 7  | 17 | 49  | 47 | +2   |
| 13   | Olympique de Marseille       | 48  | 38 | 10 | 18 | 10 | 48  | 42 | +6   |
| 14   | FC Nantes                    | 48  | 38 | 12 | 12 | 14 | 33  | 43 | -10  |
| 15   | FC Lorient                   | 46  | 38 | 11 | 13 | 14 | 47  | 58 | -11  |
| 16   | EA Guingamp                  | 44  | 38 | 11 | 11 | 16 | 45  | 53 | -8   |
| 17   | Toulouse FC                  | 40  | 38 | 8  | 14 | 16 | 45  | 55 | -10  |
| 18   | Stade de Reims               | 39  | 38 | 10 | 9  | 19 | 44  | 57 | -13  |
| 19   | GFC AjaccioP                 | 37  | 38 | 8  | 13 | 17 | 37  | 58 | -21  |
| 20   | ES Troyes ACP                | 18  | 38 | 3  | 9  | 26 | 28  | 83 | -55  |

### Statistiques Ligue 1

#### Classements

##### Domicile et Extérieur
Source :  et 
| Rang | Équipe                 | Pts | J  | G | N  | P  | Bp | Bc | Diff |
| ---- | ---------------------- | --- | -- | - | -- | -- | -- | -- | ---- |
| 11   | FC Lorient             | 28  | 19 | 7 | 7  | 5  | 26 | 21 | +5   |
| 12   | Montpellier HSC        | 27  | 19 | 9 | 0  | 10 | 26 | 23 | +3   |
| 13   | Stade de Reims         | 26  | 19 | 7 | 5  | 7  | 28 | 23 | +5   |
| 14   | Angers SCO             | 26  | 19 | 6 | 8  | 5  | 20 | 15 | +5   |
| 15   | Toulouse FC            | 25  | 19 | 6 | 7  | 6  | 29 | 21 | +8   |
| 16   | En Avant de Guingamp   | 25  | 19 | 6 | 7  | 6  | 31 | 28 | +3   |
| 17   | Stade rennais FC       | 25  | 19 | 6 | 7  | 6  | 25 | 25 | 0    |
| 18   | GFC Ajaccio            | 22  | 19 | 5 | 7  | 7  | 23 | 32 | -9   |
| 19   | Olympique de Marseille | 20  | 19 | 3 | 11 | 5  | 27 | 24 | +3   |
| 20   | ESTAC Troyes           | 10  | 19 | 1 | 7  | 11 | 13 | 36 | -23  |

| Rang | Équipe                | Pts | J  | G | N | P  | Bp | Bc | Diff |
| ---- | --------------------- | --- | -- | - | - | -- | -- | -- | ---- |
| 11   | Montpellier HSC       | 22  | 19 | 5 | 7 | 7  | 23 | 24 | -1   |
| 12   | FC Nantes             | 19  | 19 | 4 | 7 | 8  | 13 | 24 | -11  |
| 13   | En Avant de Guingamp  | 19  | 19 | 5 | 4 | 10 | 16 | 28 | -12  |
| 14   | Girondins de Bordeaux | 19  | 19 | 4 | 7 | 8  | 23 | 37 | -14  |
| 15   | FC Lorient            | 18  | 19 | 4 | 6 | 9  | 21 | 37 | -16  |
| 16   | GFC Ajaccio           | 15  | 19 | 3 | 6 | 10 | 14 | 26 | -12  |
| 17   | SC Bastia             | 15  | 19 | 3 | 6 | 10 | 13 | 28 | -15  |
| 18   | Toulouse FC           | 15  | 19 | 3 | 6 | 10 | 16 | 34 | -18  |
| 19   | Stade de Reims        | 13  | 19 | 3 | 4 | 12 | 16 | 34 | -18  |
| 20   | ESTAC Troyes          | 8   | 19 | 2 | 2 | 15 | 15 | 47 | -32  |

##### Fair play
Le classement du fair-play s'établit de la manière suivante :
- Si l'équipe obtient un carton jaune, elle reçoit 1 point.
- Si l'équipe obtient un carton rouge, elle reçoit 3 points.

Le but de ce classement est d'avoir le moins de points à la fin de la saison.
Source : 
Après la 38e journée :
| Rang | Club             | Points | Cartons jaunes | Cartons rouges |
| 5    | Stade rennais FC | 76     | 67             | 3              |
| 6    | OGC Nice         | 81     | 66             | 5              |
| 7    | FC Lorient       | 84     | 63             | 7              |
| 8    | AS Saint-Étienne | 87     | 72             | 5              |
| 9    | Angers SCO       | 87     | 69             | 6              |

##### Championnat de France des tribunesde Ligue 1
Source : 
Après la 38e journée :
| Rang | Club participant      | Points | Fidélité | Ambiance et Animation | Engagement sur les réseaux sociaux | Animations hors stade |
| 14   | Lille OSC             | 115    | 54       | 34                    | 18                                 | 9                     |
| 15   | Toulouse FC           | 113    | 56       | 44                    | 0                                  | 13                    |
| 16   | FC Lorient            | 104    | 54       | 44                    | 0                                  | 6                     |
| 17   | Girondins de Bordeaux | 100    | 47       | 28                    | 19                                 | 6                     |
| 18   | ES Troyes AC          | 99     | 57       | 40                    | 2                                  | 0                     |

#### Résultats par journée

##### Résultats, points et classement
| Journée  | 1   | 2   | 3   | 4   | 5   | 6   | 7  | 8   | 9  | 10  | 11  | 12 | 13 | 14 | 15 | 16 | 17 | 18 | 19 |
| -------- | --- | --- | --- | --- | --- | --- | -- | --- | -- | --- | --- | -- | -- | -- | -- | -- | -- | -- | -- |
| Terrain  | E   | D   | D   | E   | D   | E   | D  | E   | D  | E   | D   | E  | D  | D  | E  | D  | E  | E  | D  |
| Résultat | N   | N   | D   | D   | V   | V   | V  | D   | V  | N   | N   | N  | V  | D  | N  | N  | V  | D  | N  |
| Points   | 1   | 2   | 2   | 2   | 5   | 8   | 11 | 11  | 14 | 15  | 16  | 17 | 20 | 20 | 21 | 22 | 25 | 25 | 26 |
| Place    | 11e | 12e | 15e | 18e | 17e | 10e | 9e | 10e | 9e | 10e | 10e | 9e | 7e | 9e | 9e | 9e | 8e | 8e | 8e |

| Journée  | 20 | 21  | 22  | 23  | 24  | 25  | 26  | 27  | 28  | 29  | 30  | 31  | 32  | 33  | 34  | 35  | 36  | 37  | 38  |
| -------- | -- | --- | --- | --- | --- | --- | --- | --- | --- | --- | --- | --- | --- | --- | --- | --- | --- | --- | --- |
| Terrain  | E  | D   | E   | D   | E   | D   | E   | D   | E   | E   | D   | E   | D   | E   | D   | E   | D   | E   | D   |
| Résultat | N  | D   | D   | V   | D   | N   | D   | V   | V   | N   | N   | D   | D   | V   | N   | D   | D   | D   | V   |
| Points   | 27 | 27  | 27  | 30  | 30  | 31  | 31  | 34  | 37  | 38  | 39  | 39  | 39  | 42  | 43  | 43  | 43  | 43  | 46  |
| Place    | 9e | 12e | 12e | 12e | 12e | 12e | 14e | 14e | 12e | 12e | 11e | 13e | 14e | 13e | 11e | 13e | 16e | 16e | 15e |

Terrain : D = Domicile ; E = Extérieur.
Résultat : D = Défaite ; N = Nul ; V = Victoire.

##### Évolution au classement
| J   | 01 | 02 | 03 | 04 | 05 | 06 | 07 | 08 | 09 | 10 | 11 | 12 | 13 | 14 | 15 | 16 | 17 | 18 | 19 | 20 | 21 | 22 | 23 | 24 | 25 | 26 | 27 | 28 | 29 | 30 | 31 | 32 | 33 | 34 | 35 | 36 | 37 | 38 |
| 1er |    |    |    |    |    |    |    |    |    |    |    |    |    |    |    |    |    |    |    |    |    |    |    |    |    |    |    |    |    |    |    |    |    |    |    |    |    |    |
| 2e  |    |    |    |    |    |    |    |    |    |    |    |    |    |    |    |    |    |    |    |    |    |    |    |    |    |    |    |    |    |    |    |    |    |    |    |    |    |    |
| 3e  |    |    |    |    |    |    |    |    |    |    |    |    |    |    |    |    |    |    |    |    |    |    |    |    |    |    |    |    |    |    |    |    |    |    |    |    |    |    |
| 4e  |    |    |    |    |    |    |    |    |    |    |    |    |    |    |    |    |    |    |    |    |    |    |    |    |    |    |    |    |    |    |    |    |    |    |    |    |    |    |
| 5e  |    |    |    |    |    |    |    |    |    |    |    |    |    |    |    |    |    |    |    |    |    |    |    |    |    |    |    |    |    |    |    |    |    |    |    |    |    |    |
| 6e  |    |    |    |    |    |    |    |    |    |    |    |    |    |    |    |    |    |    |    |    |    |    |    |    |    |    |    |    |    |    |    |    |    |    |    |    |    |    |
| 7e  |    |    |    |    |    |    |    |    |    |    |    |    | ↑  |    |    |    |    |    |    |    |    |    |    |    |    |    |    |    |    |    |    |    |    |    |    |    |    |    |
| 8e  |    |    |    |    |    |    |    |    |    |    |    |    |    |    |    |    | ↑  | →  | →  |    |    |    |    |    |    |    |    |    |    |    |    |    |    |    |    |    |    |    |
| 9e  |    |    |    |    |    |    | ↑  |    | ↑  |    |    | ↑  |    | ↓  | →  | →  |    |    |    | ↓  |    |    |    |    |    |    |    |    |    |    |    |    |    |    |    |    |    |    |
| 10e |    |    |    |    |    | ↑  |    | ↓  |    | ↓  | →  |    |    |    |    |    |    |    |    |    |    |    |    |    |    |    |    |    |    |    |    |    |    |    |    |    |    |    |
| 11e | ●  |    |    |    |    |    |    |    |    |    |    |    |    |    |    |    |    |    |    |    |    |    |    |    |    |    |    |    |    | ↑  |    |    |    | ↑  |    |    |    |    |
| 12e |    | ↓  |    |    |    |    |    |    |    |    |    |    |    |    |    |    |    |    |    |    | ↓  | →  | →  | →  | →  |    |    | ↑  | →  |    |    |    |    |    |    |    |    |    |
| 13e |    |    |    |    |    |    |    |    |    |    |    |    |    |    |    |    |    |    |    |    |    |    |    |    |    |    |    |    |    |    | ↓  |    | ↑  |    | ↓  |    |    |    |
| 14e |    |    |    |    |    |    |    |    |    |    |    |    |    |    |    |    |    |    |    |    |    |    |    |    |    | ↓  | →  |    |    |    |    | ↓  |    |    |    |    |    |    |
| 15e |    |    | ↓  |    |    |    |    |    |    |    |    |    |    |    |    |    |    |    |    |    |    |    |    |    |    |    |    |    |    |    |    |    |    |    |    |    |    | ↑  |
| 16e |    |    |    |    |    |    |    |    |    |    |    |    |    |    |    |    |    |    |    |    |    |    |    |    |    |    |    |    |    |    |    |    |    |    |    | ↓  | →  |    |
| 17e |    |    |    |    | ↑  |    |    |    |    |    |    |    |    |    |    |    |    |    |    |    |    |    |    |    |    |    |    |    |    |    |    |    |    |    |    |    |    |    |
| 18e |    |    |    | ↓  |    |    |    |    |    |    |    |    |    |    |    |    |    |    |    |    |    |    |    |    |    |    |    |    |    |    |    |    |    |    |    |    |    |    |
| 19e |    |    |    |    |    |    |    |    |    |    |    |    |    |    |    |    |    |    |    |    |    |    |    |    |    |    |    |    |    |    |    |    |    |    |    |    |    |    |
| 20e |    |    |    |    |    |    |    |    |    |    |    |    |    |    |    |    |    |    |    |    |    |    |    |    |    |    |    |    |    |    |    |    |    |    |    |    |    |    |

#### Bilan par adversaires
| Rang | Équipe                 | Pts | J | G | N | P | Bp | Bc | Diff |
| ---- | ---------------------- | --- | - | - | - | - | -- | -- | ---- |
| 1    | ES Troyes AC           | 6   | 2 | 2 | 0 | 0 | 5  | 1  | +4   |
| 2    | SM Caen                | 6   | 2 | 2 | 0 | 0 | 4  | 1  | +3   |
| 3    | En Avant de Guingamp   | 4   | 2 | 1 | 1 | 0 | 6  | 5  | +1   |
| 4    | Toulouse FC            | 4   | 2 | 1 | 1 | 0 | 4  | 3  | +1   |
| 5    | GFC Ajaccio            | 4   | 2 | 1 | 1 | 0 | 2  | 1  | +1   |
| 6    | AS Monaco              | 3   | 2 | 1 | 0 | 1 | 3  | 4  | -1   |
| 6    | Stade de Reims         | 3   | 2 | 1 | 0 | 1 | 3  | 4  | -1   |
| 8    | Angers SCO             | 3   | 2 | 1 | 0 | 1 | 4  | 6  | -2   |
| 9    | Girondins de Bordeaux  | 3   | 2 | 1 | 0 | 1 | 3  | 5  | -2   |
| 10   | Stade rennais FC       | 2   | 2 | 0 | 2 | 0 | 3  | 3  | 0    |
| 11   | Olympique de Marseille | 2   | 2 | 0 | 2 | 0 | 2  | 2  | 0    |
| 12   | SC Bastia              | 2   | 2 | 0 | 2 | 0 | 1  | 1  | 0    |
| 13   | Montpellier HSC        | 1   | 2 | 0 | 1 | 1 | 2  | 3  | -1   |
| 14   | FC Nantes              | 1   | 2 | 0 | 1 | 1 | 1  | 2  | -1   |
| 14   | OGC Nice               | 1   | 2 | 0 | 1 | 1 | 1  | 2  | -1   |
| 16   | Olympique lyonnais     | 1   | 2 | 0 | 1 | 1 | 1  | 3  | -2   |
| 17   | Paris SG               | 0   | 2 | 0 | 0 | 2 | 2  | 5  | -3   |
| 18   | AS Saint-Étienne       | 0   | 2 | 0 | 0 | 2 | 0  | 3  | -3   |
| 19   | Lille OSC              | 0   | 2 | 0 | 0 | 2 | 0  | 4  | -4   |

## Coupes

### Coupe de la Ligue 2015-2016
| Tour                  | Seizième de finale | Huitième de finale                                                                                           | Quart de finale                                                                  |
| Adversaires           | Montpellier HSC | Dijon FCO | Girondins de Bordeaux                                                            |
| Score (à la mi-temps) | 3-2 (3-1) | 3-0 (1-0) | 2-0 (1-0)                                                                        |
| Résultats             | V | V | D                                                                                |
| Date et lieu          | Le 28 octobre 2015 au Stade du Moustoir à Lorient | Le 15 décembre 2015 au Stade du Moustoir à Lorient                                                           | Le 12 janvier 2016 au Stade Matmut-Atlantique à Bordeaux                         |
| Heure                 | 21h00 | 20h00 | 21h00                                                                            |
| Affluence             | 9699 | 8820 | 8676                                                                             |
| Détail du match       | Pour Lorient : buts de Jeannot à la 6e minute (sp), Gakpa à la 36e minute et Philippoteaux à la 41e minute. Pour Montpellier : buts de N'Diaye à la 13e minute et de Camara à la 84e minute. | Pour Lorient : buts de Jeannot à la 37e minute, de Philippoteaux à la 53e minute et Mesloub à la 88e minute. | Pour Bordeaux : buts de Plasil à la 44e minute et de Paye (csc) à la 56e minute. |

### Coupe de France 2015-2016
| Tour                  | Trente-deuxième de finale | Seizième de finale | Huitième de finale                                                                                          | Quart de finale                                                                                         | Demi-finale                                      |
| Adversaires           | Tours FC | US Boulogne CO | US Sarre-Union                                                                                              | GFC Ajaccio                                                                                             | Paris SG                                         |
| Score (à la mi-temps) | 3-2 (a.p.) (1-0) | 1-3 (a.p.) (0-0) | 0-4 (0-0)                                                                                                   | 3-0 (2-0)                                                                                               | 0-1 (0-0)                                        |
| Résultats             | V | V | V | V | D                                                |
| Date et lieu          | Le 3 janvier 2016 au Stade du Moustoir à Lorient | Le 20 janvier 2016 au Stade de la Libération à Boulogne-sur-Mer                                                                              | Le 10 février 2016 au Stade Omnisports à Sarre-Union                                                        | Le 2 mars 2016 au Stade du Moustoir à Lorient                                                           | Le 19 avril 2016 au Stade du Moustoir à Lorient  |
| Heure                 | 14h15 | 19h30 | 19h00 | 19h00                                                                                                   | 21h00                                            |
| Affluence             | 3056 | 5641 | 3000 | 10967                                                                                                   | 16474                                            |
| Détail du match       | Pour Lorient : buts de Waris à la 26e minute (sp), Philippoteaux à la 57e minute et Jeannot à la 99e minute. Pour Tours : buts de Tandia à la 51e minute et de Belkebla à la 64e minute. | Pour Lorient : buts de Fofana à la 49e minute et Jeannot à la 102e et 116e minute. Pour Boulogne-sur-Mer : but de Bonenfant à la 76e minute. | Pour Lorient : buts de Jeannot à la 51e et 89e minute, Fofana à la 75e minute et Barthelmé à la 81e minute. | Pour Lorient : buts de Philippoteaux à la 9e minute, Barthelmé à la 43e minute et Paye à la 89e minute. | Pour Paris : but de Ibrahimovic à la 75e minute. |

## Bilan de la saison

### Dates-clés
- 18 juin 2015 : Dévoilement du calendrier de Ligue 1 2015-2016[32].
- 24 juin 2015 : Reprise.
- Du 8 juillet au 1er août 2015 : Matchs amicaux et stages.
- 27 juillet 2015 : En vendant Jordan Ayew 12 millions d'euros (+ bonus) à Aston Villa[33], le FC Lorient réalise son 2e plus gros transfert de tous les temps.
- 9 août 2015 : Le FC Lorient commence sa saison de Ligue 1 par un match nul 0-0 face à l'Olympique Lyonnais.
- 19 décembre 2015 : Le FC Lorient achève son année 2015 par un match nul 0-0 face à Nantes. À la mi-saison, le club totalise 26 points et se situe à la 8e place du classement de Ligue 1.
- 3 janvier 2016 : Le 1er match de l'année 2016 des Merlus se conclut par une victoire. En effet, le FC Lorient remporte son 32e de finale de la Coupe de France face au Tours FC (3-2 a.p.) et se qualifie donc pour les seizièmes de finale de la compétition[34].
- 9 janvier 2016 : Les Lorientais commencent leur phase retour de la Ligue 1 par un match nul face à Rennes (2-2).
- 12 janvier 2016 : Le FC Lorient est éliminé de la Coupe de la Ligue à la suite de sa défaite 0-2 face aux Girondins de Bordeaux. Le parcours des Merlus s'arrête donc en quarts de finale de la compétition[35].
- 20 janvier 2016 : Le FCL se qualifie non sans difficulté pour les huitièmes de finale de la Coupe de France à la suite de sa victoire contre la valeureuse équipe de l'US Boulogne CO (3-1 a.p.)[36].
- 10 février 2016 : Les Lorientais l'emportent 4 à 0 contre l'équipe amateur de l'US Sarre-Union en huitièmes de finale et se qualifient pour les quarts de finale.
- 2 mars 2016 : Le FCL se qualifie pour les demi-finales de la Coupe de France après leur victoire contre le GFC Ajaccio.
- 3 avril 2016 : Le FC Lorient fête son 90e anniversaire au Stade du Moustoir.
- 19 avril 2016 : Le parcours des Merlus en Coupe de France s'arrête en demi-finale après leur courte défaite (0-1) face au Paris Saint-Germain au Moustoir[37].
- 30 avril 2016 : Malgré sa défaite face au LOSC (0-1), le FC Lorient officialise son maintien en Ligue 1[26].
- 14 mai 2016 : Le FC Lorient clôt sa saison 2015-2016 de Ligue 1 par une victoire 1 à 0 contre le GFC Ajaccio, ce qui lui permet de se hisser à la 15e place du championnat.

## Affluences

### Plus grosses affluences de la saison au Stade Yves Allainmat / du Moustoir
| Rang | Match                            | Compétition     | Journée/Tour | Date     | Affluence |
| 1    | Lorient - Paris SG               | Coupe de France | Demi-finale  | 19/04/15 | 16474     |
| 2    | Lorient - Olympique de Marseille | Ligue 1         | J30          | 12/03/16 | 15488     |
| 3    | Lorient - Paris SG               | Ligue 1         | J14          | 21/11/15 | 15417     |
| 4    | FC Lorient - Olympique lyonnais  | Ligue 1         | J32          | 03/04/16 | 15132     |
| 5    | FC Lorient - FC Nantes           | Ligue 1         | J19          | 19/12/15 | 14709     |

### Plus faibles affluences de la saison au Stade Yves Allainmat / du Moustoir
| Rang | Match                        | Compétition       | Journée       | Date     | Affluence |
| 1    | FC Lorient - Tours FC        | Coupe de France   | 32e de finale | 03/01/16 | 3056      |
| 2    | FC Lorient - Dijon FCO       | Coupe de la Ligue | 8e de finale  | 15/12/15 | 8820      |
| 3    | FC Lorient - Montpellier HSC | Ligue 1           | J25           | 06/02/16 | 9075      |
| 4    | FC Lorient - SM Caen         | Ligue 1           | J7            | 23/09/15 | 9076      |
| 5    | FC Lorient - OGC Nice        | Ligue 1           | J16           | 01/12/15 | 9197      |

### Affluences match par match
Ce graphique représente le nombre de spectateurs (en milliers) lors de chaque rencontre à domicile du Lorient.
Total de 276 773 spectateurs en 24 matchs à domicile (11 532/match).
Total de 227 757 spectateurs en 19 matchs à domicile (11 987/match) en Ligue 1.
Total de 30 497 spectateurs en 3 matchs à domicile (10 166/match) en Coupe de France.
Total de 18 519 spectateurs en 2 matchs à domicile (9 260/match) en Coupe de la Ligue.

## Statistiques diverses

### Meilleurs buteurs
- Ligue 1 : Benjamin Moukandjo (13 buts)
- Coupe de la Ligue : Benjamin Jeannot et Romain Philippoteaux (2 buts)
- Coupe de France : Benjamin Jeannot (5 buts)

### Meilleurs passeurs
- Ligue 1 : Yann Jouffre et Walid Mesloub (5 passes décisives)
- Coupe de la Ligue :
- Coupe de France :

### Buts

#### En Ligue 1
- Nombre de buts marqués  : 47
- Premier but de la saison : Benjamin Moukandjo (90+1e minute de la 2e journée)
- Premier penalty : Benjamin Moukandjo (90+1e minute de la 2e journée)
- Premier doublé : Benjamin Moukandjo (lors de la 12e journée face à Guingamp (2-2))
- But le plus rapide d'une rencontre : Abdul Majeed Waris (3e minute de la 28e journée)
- But le plus tardif d'une rencontre : Benjamin Jeannot (90+3e minute de la 5e journée), Benjamin Moukandjo (90+3e minute de la 12e journée) & Raphaël Guerreiro (90+3e minute de la 27e journée)
- Plus grande marge de victoire à domicile : 4-1
- Plus grande marge de victoire à l'extérieur : 2-3
- Plus grand nombre de buts marqués : 4
- Plus grand nombre de buts marqués en une mi-temps : 3

### Discipline

#### En Ligue 1
- Nombre de cartons jaunes : 63
- Nombre de cartons rouges : 7
- Joueur ayant obtenu le plus de cartons jaunes  : Didier Ndong (11 )
- Premier carton jaune : Wesley Lautoa (31e minute de la 1re journée)
- Premier carton rouge : Benjamin Lecomte (1re minute de la 3e journée)
- Carton jaune le plus rapide : Rafidine Abdullah (4e minute de la 23e journée) et Lamine Gassama (4e minute de la 31e journée)
- Carton jaune le plus tardif : Moryké Fofana (90+2e minute de la 2e journée)
- Carton rouge le plus rapide : Benjamin Lecomte (1re minute de la 3re journée)
- Carton rouge le plus tardif : Rafidine Abdullah (90+2e minute de la 8e journée)
- Plus grand nombre de cartons jaunes dans un match : 5
- Plus grand nombre de cartons rouges dans un match : 1

#### En Coupe de la Ligue
- Nombre de cartons jaunes : 2
- Nombre de cartons rouges : 0

#### En Coupe de France
- Nombre de cartons jaunes : 6
- Nombre de cartons rouges : 0

### Temps de jeu

#### Toutes compétitions confondues
- Joueur ayant le plus joué : Benjamin Lecomte (3840 minutes de jeu)
- Joueur de champ ayant le plus joué : Didier Ndong (3628 minutes de jeu)

#### En Ligue 1
- Joueur ayant le plus joué : Benjamin Lecomte (3330 minutes de jeu)
- Joueur de champ ayant le plus joué : Didier Ndong (3056 minutes de jeu)

### Joueur du mois
Chaque mois, les internautes élisent le meilleur joueur du mois du FC Lorient.
| Mois      | Joueur             |
| --------- | ------------------ |
| Août      |                    |
| Septembre | Yann Jouffre       |
| Octobre   | Benjamin Moukandjo |
| Novembre  | Benjamin Moukandjo |
| Décembre  | Benjamin Lecomte   |
| Janvier   | Benjamin Lecomte   |
| Février   | Majeed Waris       |
| Mars      | Majeed Waris       |
| Avril     |                    |
| Mai       |                    |

### Merlus d'or
- Meilleur joueur : Benjamin Lecomte
- Meilleur match : Lorient-Guingamp (4-3)
- Prix du public : Yann Jouffre

## Équipementier et sponsors
Le FC Lorient a pour équipementier Adidas jusqu'en 2017.
Parmi les sponsors du FC Lorient figurent la marque sud-coréenne B&B Hôtels, Virage Conseil, Jean Floc'h, Salaün et depuis cette saison Breizh Cola.

## Équipe réserve et jeunes

### Équipe réserve
L'équipe réserve du FC Lorient sert de tremplin vers le groupe professionnel pour les jeunes du centre de formation ainsi que de recours pour les joueurs de retour de blessure ou en manque de temps de jeu. Elle est entraînée par Régis Le Bris.
Pour la saison 2015-2016, elle évolue de nouveau dans le groupe D du championnat de France amateur, soit le quatrième niveau de la hiérarchie du football en France.
Classement de CFA 2015-2016 (Groupe D)
| Rang | Équipe                        | Pts | J  | G  | N  | P  | Bp | Bc | Diff |
| ---- | ----------------------------- | --- | -- | -- | -- | -- | -- | -- | ---- |
| 1    | US Concarnoise                | 86  | 30 | 15 | 11 | 4  | 41 | 24 | +17  |
| 2    | US Saint-Malo                 | 85  | 30 | 16 | 7  | 7  | 57 | 34 | +23  |
| 3    | SO Romorantinais              | 84  | 30 | 16 | 6  | 8  | 54 | 44 | +10  |
| 4    | Bergerac PFC P                | 82  | 30 | 15 | 7  | 8  | 36 | 33 | +3   |
| 5    | SO Choletais P                | 74  | 30 | 12 | 8  | 10 | 36 | 28 | +8   |
| 6    | FC Lorient rés.               | 74  | 30 | 11 | 11 | 8  | 40 | 31 | +9   |
| 7    | Voltigeurs de Châteaubriant P | 73  | 30 | 11 | 10 | 9  | 46 | 41 | +5   |
| 8    | FC Fleury                     | 71  | 30 | 9  | 14 | 7  | 32 | 35 | -3   |
| 9    | Trélissac FC                  | 69  | 30 | 9  | 12 | 9  | 38 | 32 | +6   |
| 10   | Fontenay VF                   | 65  | 30 | 7  | 14 | 9  | 40 | 45 | -5   |
| 11   | FC Nantes rés.                | 65  | 30 | 9  | 8  | 13 | 37 | 38 | -1   |
| 12   | Stade plabennecois            | 64  | 30 | 8  | 10 | 12 | 34 | 48 | -14  |
| 13   | ES Viry-Châtillon             | 61  | 30 | 6  | 13 | 11 | 26 | 34 | -8   |
| 14   | AS Vitré                      | 60  | 30 | 7  | 9  | 14 | 33 | 46 | -13  |
| 15   | Stade bordelais               | 55  | 30 | 5  | 10 | 15 | 22 | 37 | -15  |
| 16   | Girondins de Bordeaux rés.    | 52  | 30 | 4  | 10 | 16 | 23 | 46 | -23  |

|  | Promu en National. |
|  | Relégué en CFA 2. |
|  | P Promu de CFA 2. Pts points ; G victoires ; N match nuls ; P défaites Bp buts marqués ; Bc buts encaissés ; Diff différence de buts |